# Orio Canavese
Orio Canavese (piemontiul: Òr) egy község Olaszországban, Torino megyében.

## Elhelyezkedése

Orio Canavese község Torino megye térképén

Szomszédos települések: Barone Canavese, Mercenasco, Montalenghe és San Giorgio Canavese.